# Miejsce (województwo małopolskie)

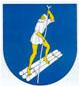
Nieoficjalny herb wsi Miejsce

Miejsce – wieś w Polsce położona w województwie małopolskim, w powiecie wadowickim, w gminie Spytkowice.
Wieś położona w województwie krakowskim wchodziła wraz z folwarkiem w 1662 roku w skład hrabstwa tęczyńskiego Łukasza Opalińskiego. W latach 1975–1998 miejscowość administracyjnie należała do województwa bielskiego.

## Nazwa
Nazwę miejscowości w zlatynizowanej staropolskiej formie Myeszcze villa wymienia w latach 1470–1480 Jan Długosz w księdze Liber beneficiorum dioecesis Cracoviensis.